# Hendrik van de Sande Bakhuyzen

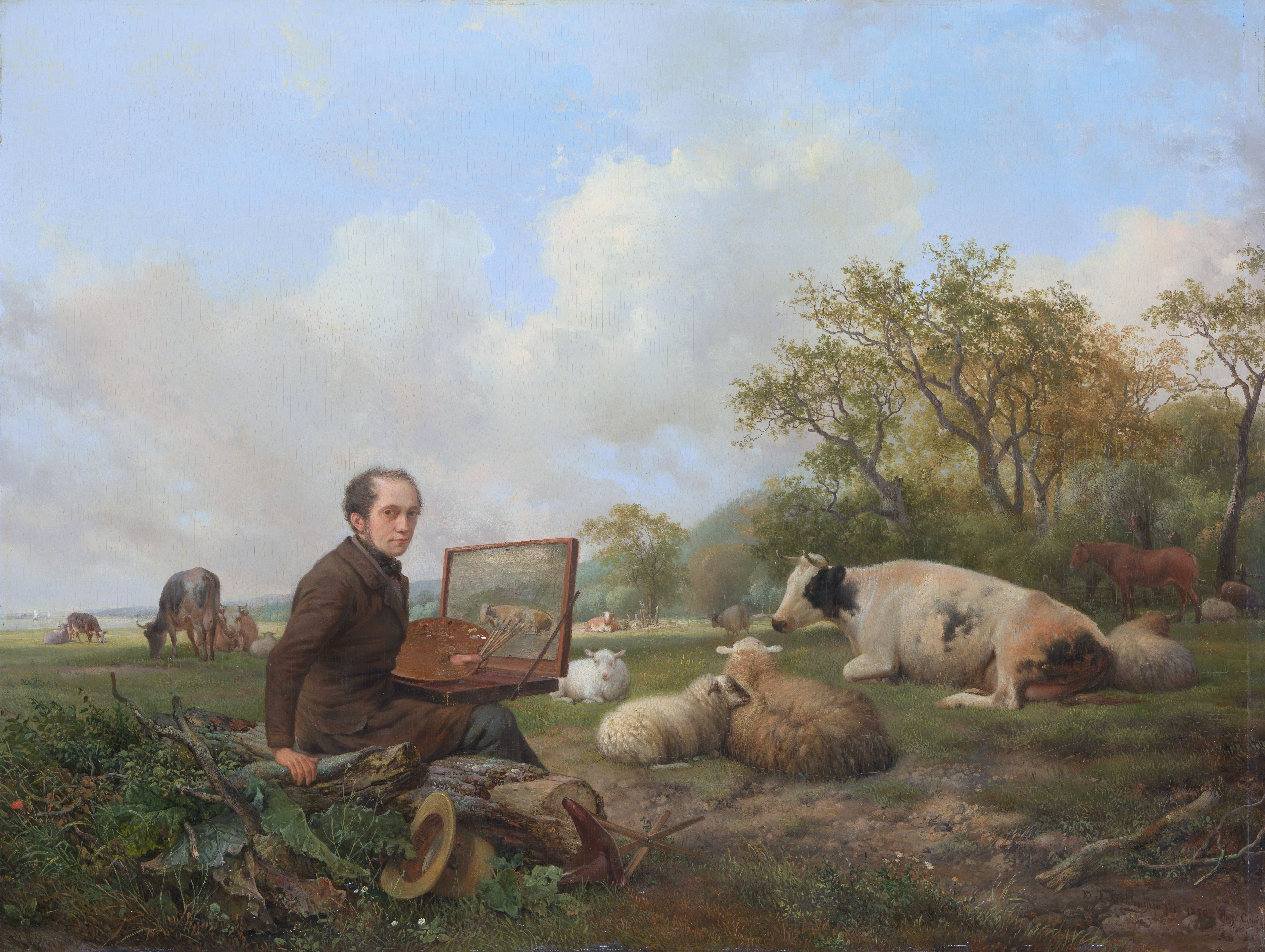
Der Künstler beim Malen einer Kuh, 1850 (Rijksmuseum Amsterdam)

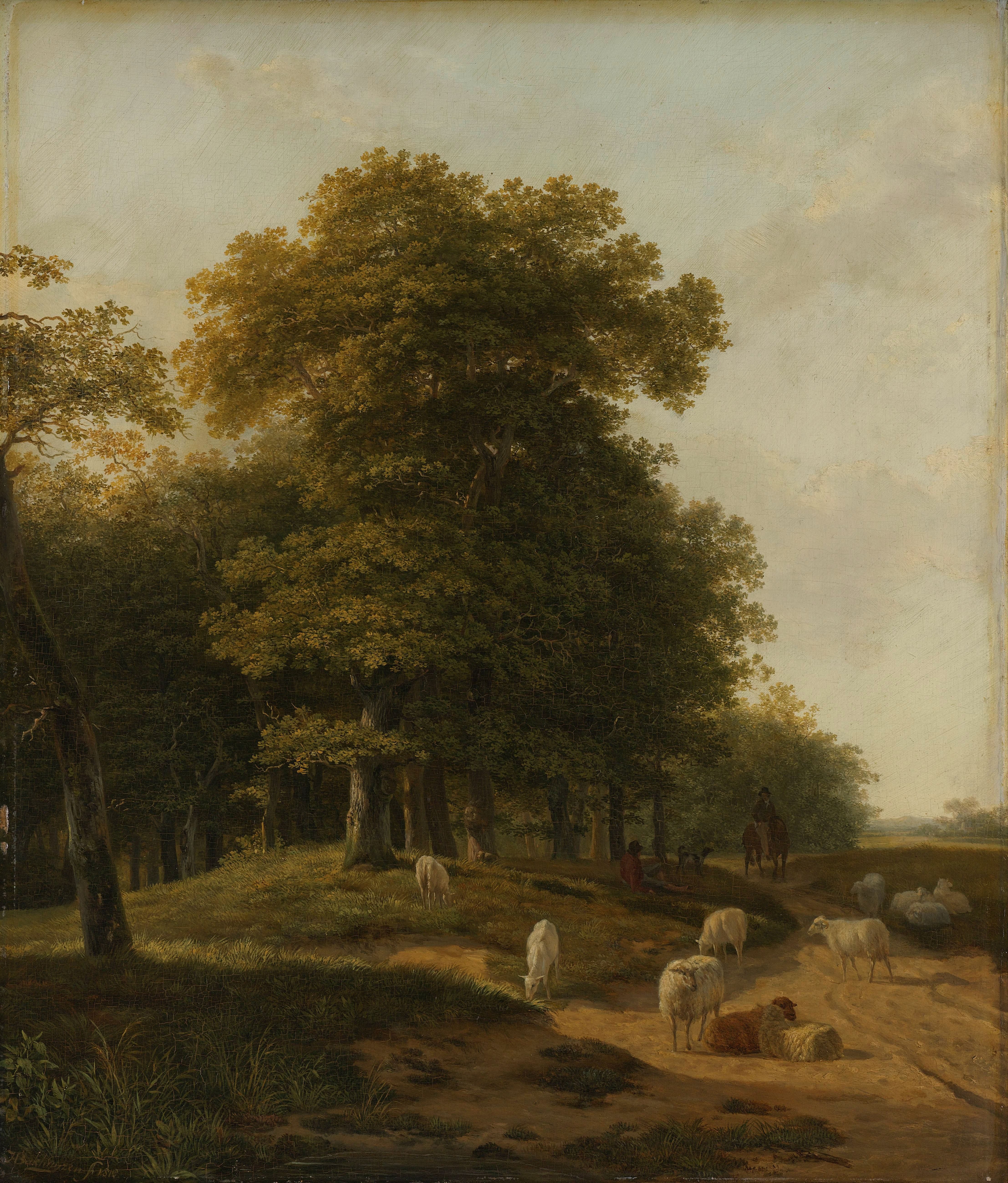
Landschaft bei Arnheim, 1818 (Rijksmuseum Amsterdam)

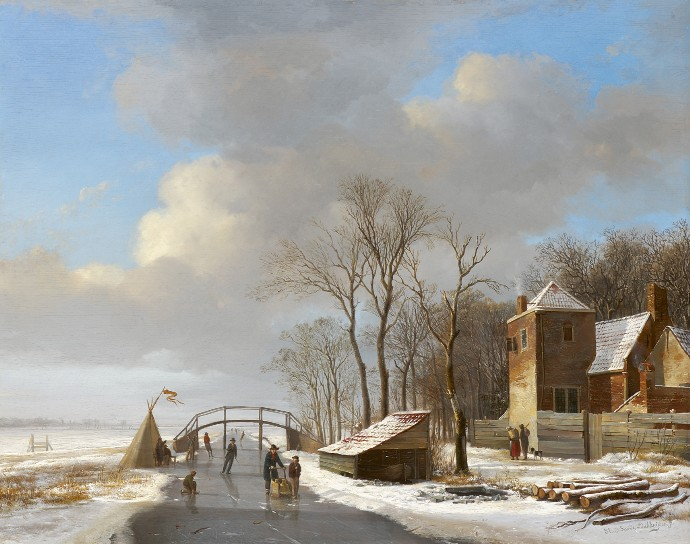
Winterlandschaft, etwa 1820

Hendrikus van de Sande Bakhuyzen (* 2. Januar 1795 in Den Haag; † 12. Dezember 1860 ebenda) war ein niederländischer Landschafts- und Tiermaler der Romantik. Viele seiner Schüler, darunter sein Sohn Julius van de Sande Bakhuyzen, waren maßgeblich an der Gründung der Haager Schule beteiligt.

## Leben
Er wurde 1795 als Hendrikus Bakhuyzen in Den Haag geboren, sein Vater Gerrit Bakhuysen (1758–1843) war ein berühmter Verleger. Im Jahr 1819 bekam er die Erlaubnis, den Nachnamen seiner verstorbenen Mutter, Jacoba van de Sande (1757–1815), zu seinem eigenen hinzuzufügen. Er heiratete Sophia Wilhelmine Kiehl (1804–1881), mit der er vier gemeinsame Kinder bekam. Die Familie lebte hauptsächlich in Den Haag. Er starb am 12. Dezember 1860 in seiner Heimatstadt.

### Kinder
- Julius van de Sande Bakhuyzen (1835–1925), wurde wie sein Vater Landschaftsmaler und war einer der Gründer der Haager Schule.
- Geraldine van de Sande Bakhuyzen (1826–1895), sie spezialisierte sich auf die Stilllebenmalerei.
- Hendricus Gerardus van de Sande Bakhuyzen (1838–1923), ein berühmter Astronom und Mitglied der Königlich Niederländischen Akademie der Wissenschaften.
- Ernest-Frederich van de Sande Bakhuyzen, war ebenfalls ein Astronom

## Werk
Van de Sande Bakhuyzen lernte als erstes Zeichnen und Malen von Jan Willem Pieneman. Danach studierte er bei Simon Andreas Krausz an der Koninklijke Academie van Beeldende Kunsten. 
Er war bereits in jungen Jahren sehr erfolgreich. Im Jahr 1821 erhielt er eine Ehrenmedaille der Königlichen Gesellschaft zur Förderung der Schönen Künste in einer Ausstellung in Brüssel, gefolgt im Jahre 1822 von einer Medaille für die Förderung der Schönen Künste in Antwerpen. Im selben Jahr wurde er Mitglied der Königlichen Akademie der Bildenden Künste in Amsterdam. Er wurde später zum Direktor der Haager Akademie gewählt.
1834 reiste er erstmals ins Gebiet des heutigen Deutschlands, um neue Motive einzufangen. 1841 unternahm er eine erneute Reise dorthin, dieses Mal zusammen mit seinem damaligen Schüler Willem Roelofs, der später ebenfalls sehr bekannt werden sollte. 
Als Lehrer war er sehr aktiv und nahm bis kurz vor seinem Tod noch Schüler auf. Einige seiner späten Schüler lernten nach seinem Tod bei seinem Sohn Julius im gleichen Atelier weiter.

## Stil
Er ist bekannt für seine detaillierten Landschaften mit Viehbeständen, beeinflusst von Paulus Potter, der im Goldenen Zeitalter ähnliche Szenen malte. Diese Szenen malte er nicht nur, weil sie ihm sehr gut gefielen, sondern auch aus kommerziellem Interesse. 
Für van de Sande Bakhuyzen waren die Zeichnung und die detaillierte Skizzierung der Landschaften und Tiere überaus wichtig. Seine Schüler durften erst zum Pinsel greifen, wenn sie dies beherrschten. Meist malte er Sommerlandschaften, aber auch eine kleine Anzahl Winterszenen. Sein Malstil ähnelt sehr dem des Andreas Schelfhout (1787–1870), der ein guter Freund von ihm war und auch zusammen mit ihm gemalt hat.

## Museen
Seine Werke sind unter anderem in folgenden Museen zu finden.
- Rijksmuseum Amsterdam
- Teylers Museum, Haarlem
- Königliche Museen der Schönen Künste, Brüssel
- Kunstmuseum Bern
- Museum Fodor

## Schüler

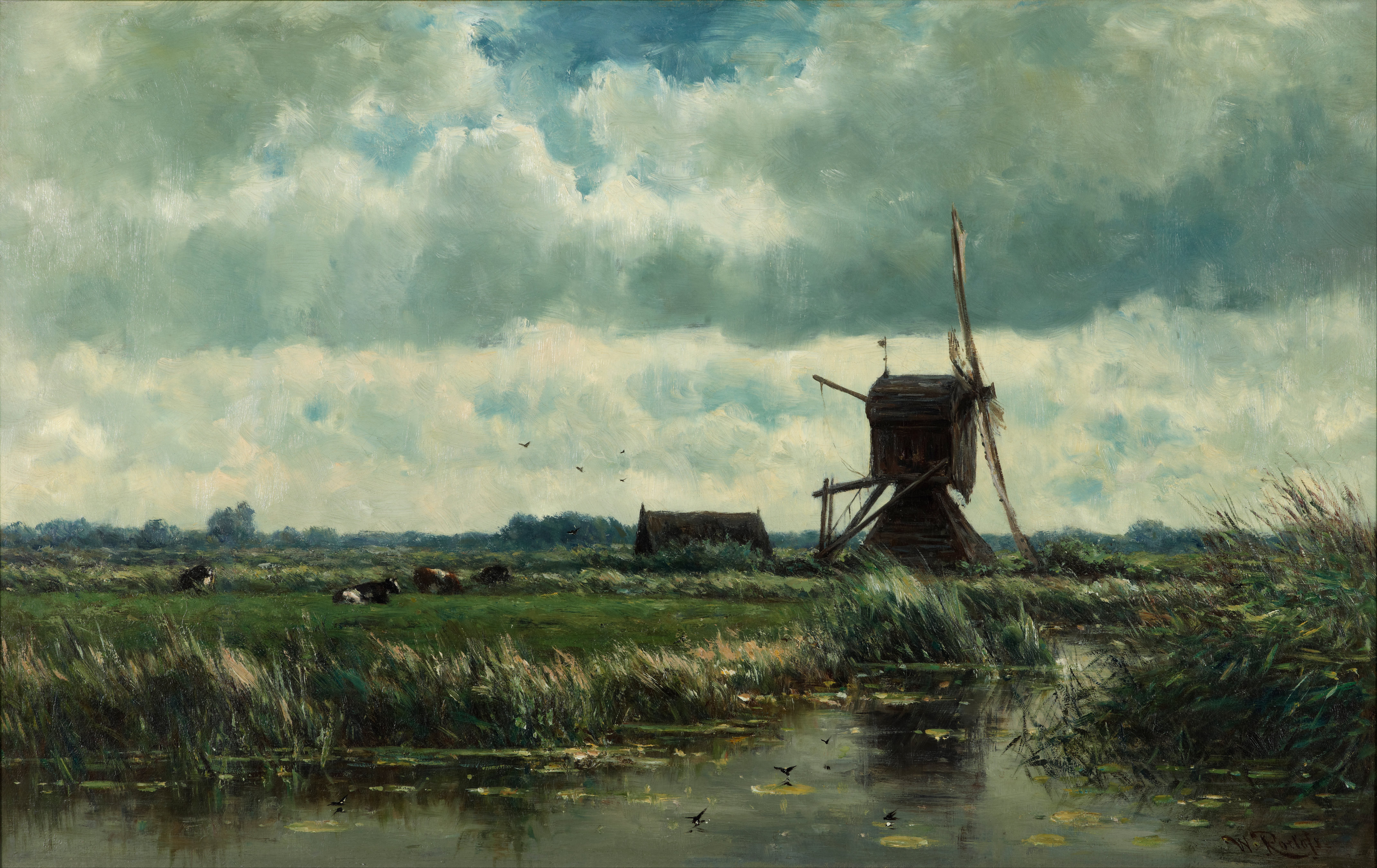
Willem Roelofs: Polderlandschaft mit Windmühle, 1870 (Gemeentemuseum Den Haag)

- Willem Roelofs, bedeutendster Schüler, Gründer der Haager Schule und Pulchri Studio (studierte ab 1839 bei van de Sande Bakhuyzen).
- Johan Hendrik Weissenbruch, berühmter Landschaftsmaler und Gründer der Haager Schule
- Jacob Jan van der Maaten
- Jan Willem van Borselen
- Julius van de Sande Bakhuyzen, einer der Gründer der Haager Schule.
- Gerardina Jacoba van de Sande Bakhuyzen
- Francois Pieter ter Meulen
- Hubertus van Hove
- Anna Corbentus van Gogh
- Willem Antonie van Deventer
- Pieter Stortenbeker
- Marie Bilders-van Bosse
- Alexander Hieronymus Bakhuyzen